# Campeonato de Primera División D 1985
El Campeonato de Primera División D 1985 fue la quincuagésima primera temporada del certamen y la trigésimo quinta temporada de la cuarta categoría. Se disputó entre el 30 de marzo y el 14 de diciembre de 1985.
Los nuevos participantes fueron General Lamadrid y Muñiz, descendidos de la Primera C 1984.
El torneo consagró campeón por primera vez a Argentino de Merlo, obteniendo el primer ascenso. Por su parte, Leandro Nicéforo Alem fue el ganador del Torneo Reducido, obteniendo el segundo ascenso.

## Ascensos y descensos
| Pos. | Ascendidos de la Primera D 1984 |
| ---- | ------------------------------- |
| 1.º  | Dock Sud                        |
| Red. | Cambaceres                      |

| Pos. | Descendidos de la Primera C 1984 |
| ---- | -------------------------------- |
| 19.º | Muñiz                            |
| 20.º | General Lamadrid                 |

## Formato
Los 28 equipos se dividieron en dos zonas de 14 equipos y se enfrentaron en cada una bajo el sistema de todos contra todos a dos ruedas. Los ganadores de cada zona clasificaron a la final por el primer ascenso, cuyo ganador se consagró campeón y obtuvo el primer ascenso.
A su vez, del 2.º al 4.º de cada grupo clasificaron al Torneo Reducido por el segundo ascenso, a quien se sumaron el perdedor de la final y el ganador de un desempate entre los dos equipos ubicados en la 5.ª posición de cada zona.
Los ocho equipos jugaron un playoff compuesto por cuartos de final, semifinales y final, cuyo ganador ascendió a la Primera C.

## Equipos participantes
| Equipo                | Lugar             | Estadio                   |
| --------------------- | ----------------- | ------------------------- |
| Acassuso              | Boulogne Sur Mer  | La Quema                  |
| Argentino de Merlo    | Merlo             | Antezana y Pergamino      |
| Atlas                 | General Rodríguez | Ricardo Puga              |
| Brown de Adrogué      | Adrogué           | Brown de Adrogué          |
| Cañuelas              | Cañuelas          | El Cajón                  |
| Central Ballester     | Villa Ballester   | No posee                  |
| Centro Español        | Villa Sarmiento   | No posee                  |
| Claypole              | Claypole          | César Luis Menotti        |
| Deportivo Laferrere   | Laferrere         | Rodney y Magnasco         |
| Deportivo Paraguayo   | San Telmo         | No posee                  |
| Deportivo Riestra     | Parque Patricios  | No posee                  |
| Fénix                 | Colegiales        | No posee                  |
| Ferrocarril Midland   | Libertad          | Ciudad de Libertad        |
| Ferrocarril Urquiza   | Villa Lynch       | Monumental de Villa Lynch |
| General Belgrano      | Tapiales          | General Belgrano          |
| General Lamadrid      | Villa Devoto      | General Lamadrid          |
| Justo José de Urquiza | Caseros           | No posee                  |
| Juventud Unida        | Muñiz             | Sarmiento y Azcuenaga     |
| Leandro N. Alem       | General Rodríguez | Leandro N. Alem           |
| Liniers               | Liniers           | No posee                  |
| Luján                 | Luján             | Municipal de Luján        |
| Muñiz                 | Muñiz             | La Vuce                   |
| Puerto Italiano       | Campana           | Municipal de Campana      |
| Sacachispas           | Villa Soldati     | Lacarra y Barros Pazos    |
| Sportivo Barracas     | Barracas          | No posee                  |
| Victoriano Arenas     | Valentín Alsina   | Saturnino Moure           |
| Villa San Carlos      | Berisso           | Genacio Sálice            |
| Yupanqui              | Villa Lugano      | No posee                  |

### Distribución geográfica de los equipos
| Región                                   | Cant. | Equipos |
| ---------------------------------------- | ----- | --- |
| Conurbano bonaerense                     | 15    | Acassuso, Argentino de Merlo, Brown de Adrogué, Central Ballester, Centro Español, Claypole, Deportivo Laferrere, Ferrocarril Midland, Ferrocarril Urquiza, General Belgrano, Justo José de Urquiza, Juventud Unida, Liniers, Muñiz y Victoriano Arenas |
| Ciudad de Buenos Aires                   | 7     | Deportivo Paraguayo, Deportivo Riestra, Fénix, General Lamadrid, Sacachispas, Sportivo Barracas y Yupanqui |
| Interior de la provincia de Buenos Aires | 5     | Atlas, Cañuelas, Leandro N. Alem, Luján y Puerto Nuevo |
| Gran La Plata                            | 1     | Villa San Carlos |

## Tablas de posiciones

### Zona A
| Pos. | Equipo              | Pts. | PJ | PG | PE | PP | GF | GC | Dif. |
| ---- | ------------------- | ---- | -- | -- | -- | -- | -- | -- | ---- |
| 1.º  | Argentino de Merlo  | 48   | 26 | 22 | 4  | 0  | 74 | 18 | 56   |
| 2.º  | Leandro N. Alem     | 44   | 26 | 21 | 2  | 3  | 61 | 17 | 44   |
| 3.º  | Luján               | 38   | 26 | 16 | 6  | 4  | 56 | 29 | 27   |
| 4.º  | Acassuso            | 31   | 26 | 14 | 3  | 9  | 50 | 41 | 9    |
| 5.º  | Centro Español      | 30   | 26 | 12 | 6  | 8  | 51 | 29 | 22   |
| 6.º  | Muñiz               | 30   | 26 | 12 | 6  | 8  | 44 | 25 | 19   |
| 7.º  | Ferrocarril Midland | 29   | 26 | 11 | 7  | 8  | 38 | 35 | 3    |
| 8.º  | Central Ballester   | 21   | 26 | 9  | 3  | 14 | 47 | 54 | −7   |
| 9.º  | Juventud Unida      | 19   | 26 | 7  | 5  | 14 | 21 | 36 | −15  |
| 10.º | J.J. Urquiza        | 19   | 26 | 8  | 3  | 15 | 35 | 55 | −20  |
| 11.º | Atlas               | 18   | 26 | 6  | 6  | 14 | 41 | 58 | −17  |
| 12.º | Puerto Italiano     | 17   | 26 | 7  | 3  | 16 | 39 | 68 | −29  |
| 13.º | Ferrocarril Urquiza | 11   | 26 | 3  | 5  | 18 | 24 | 71 | −47  |
| 14.º | Fénix               | 9    | 26 | 3  | 3  | 20 | 26 | 71 | −45  |

|  | Clasificó a la final por el campeonato                  |
|  | Clasificó al Torneo Reducido                            |
|  | Clasificó a un playoff para ingresar al Torneo Reducido |

### Resultados
| Muñiz                 | 0 - 0 | Juventud Unida     | La Vuce                   | 30 de marzo |
| Acassuso              | 2 - 1 | Fénix              | La Quema                  | 30 de marzo |
| Luján                 | 2 - 2 | Centro Español     | Municipal de Luján        | 30 de marzo |
| Leandro N. Alem       | 2 - 0 | Atlas              | Leandro N. Alem           | 30 de marzo |
| Ferrocarril Midland   | 1 - 1 | Argentino de Merlo | Ciudad de Libertad        | 30 de marzo |
| Ferrocarril Urquiza   | 1 - 1 | Central Ballester  | Monumental de Villa Lynch | 30 de marzo |
| Justo José de Urquiza | 4 - 0 | Puerto Italiano    | Sarmiento y Azcuénaga     | 30 de marzo |

| Justo José de Urquiza | 1 - 2 | Muñiz               | Sarmiento y Azcuénaga     | 6 de abril |
| Puerto Italiano       | 5 - 0 | Ferrocarril Urquiza | Municipal de Campana      | 6 de abril |
| Central Ballester     | 1 - 2 | Ferrocarril Midland | La Quema                  | 6 de abril |
| Argentino de Merlo    | 2 - 1 | Leandro N. Alem     | José Manuel Moreno        | 6 de abril |
| Atlas                 | 1 - 2 | Luján               | Ricardo Puga              | 6 de abril |
| Centro Español        | 2 - 0 | Acassuso            | Ciudad de Libertad        | 6 de abril |
| Fénix                 | 1 - 1 | Juventud Unida      | Monumental de Villa Lynch | 6 de abril |

| Muñiz               | 2 - 0 | Fénix                 | La Vuce                   | 20 de abril |
| Juventud Unida      | 0 - 4 | Centro Español        | Sarmiento y Azcuénaga     | 20 de abril |
| Acassuso            | 1 - 5 | Atlas                 | La Quema                  | 20 de abril |
| Luján               | 1 - 1 | Argentino de Merlo    | Municipal de Luján        | 20 de abril |
| Leandro N. Alem     | 2 - 1 | Central Ballester     | Leandro N. Alem           | 20 de abril |
| Ferrocarril Midland | 2 - 1 | Puerto Italiano       | Ciudad de Libertad        | 20 de abril |
| Ferrocarril Urquiza | 0 - 5 | Justo José de Urquiza | Monumental de Villa Lynch | 20 de abril |

| Ferrocarril Urquiza   | 0 - 7 | Muñiz               | Monumental de Villa Lynch | 27 de abril |
| Justo José de Urquiza | 2 - 3 | Ferrocarril Midland | Sarmiento y Azcuénaga     | 27 de abril |
| Puerto Italiano       | 0 - 3 | Leandro N. Alem     | Municipal de Campana      | 27 de abril |
| Central Ballester     | 4 - 3 | Luján               | La Quema                  | 27 de abril |
| Argentino de Merlo    | 5 - 2 | Acassuso            | José Manuel Moreno        | 27 de abril |
| Atlas                 | 1 - 0 | Juventud Unida      | Ricardo Puga              | 27 de abril |
| Centro Español        | 4 - 1 | Fénix               | Ciudad de Libertad        | 27 de abril |

| Muñiz               | 0 - 0 | Centro Español        | La Vuce                   | 4 de mayo |
| Fénix               | 2 - 1 | Atlas                 | Monumental de Villa Lynch | 4 de mayo |
| Juventud Unida      | 1 - 3 | Argentino de Merlo    | Sarmiento y Azcuénaga     | 4 de mayo |
| Acassuso            | 3 - 1 | Central Ballester     | La Quema                  | 4 de mayo |
| Luján               | 2 - 0 | Puerto Italiano       | Municipal de Luján        | 4 de mayo |
| Leandro N. Alem     | 2 - 1 | Justo José de Urquiza | Leandro N. Alem           | 4 de mayo |
| Ferrocarril Midland | 0 - 1 | Ferrocarril Urquiza   | Ciudad de Libertad        | 4 de mayo |

| Ferrocarril Midland   | 0 - 1 | Muñiz           | Ciudad de Libertad        | 11 de mayo |
| Ferrocarril Urquiza   | 1 - 4 | Leandro N. Alem | Monumental de Villa Lynch | 11 de mayo |
| Justo José de Urquiza | 1 - 1 | Luján           | Sarmiento y Azcuénaga     | 11 de mayo |
| Puerto Italiano       | 3 - 3 | Acassuso        | Municipal de Campana      | 11 de mayo |
| Central Ballester     | 0 - 1 | Juventud Unida  | La Quema                  | 11 de mayo |
| Argentino de Merlo    | 2 - 0 | Fénix           | José Manuel Moreno        | 11 de mayo |
| Atlas                 | 1 - 7 | Centro Español  | Ricardo Puga              | 11 de mayo |

| Muñiz           | 0 - 0 | Atlas                 | La Vuce                   | 18 de mayo |
| Centro Español  | 1 - 2 | Argentino de Merlo    | Ciudad de Libertad        | 18 de mayo |
| Fénix           | 0 - 5 | Central Ballester     | Monumental de Villa Lynch | 18 de mayo |
| Juventud Unida  | 2 - 0 | Puerto Italiano       | Sarmiento y Azcuénaga     | 18 de mayo |
| Acassuso        | 2 - 0 | Justo José de Urquiza | La Quema                  | 18 de mayo |
| Luján           | 3 - 0 | Ferrocarril Urquiza   | Municipal de Luján        | 18 de mayo |
| Leandro N. Alem | 1 - 0 | Ferrocarril Midland   | Leandro N. Alem           | 18 de mayo |

| Leandro N. Alem       | 3 - 0 | Muñiz          | Leandro N. Alem           | 25 de mayo |
| Ferrocarril Midland   | 1 - 1 | Luján          | Ciudad de Libertad        | 25 de mayo |
| Ferrocarril Urquiza   | 0 - 4 | Acassuso       | Monumental de Villa Lynch | 25 de mayo |
| Justo José de Urquiza | 0 - 4 | Juventud Unida | Sarmiento y Azcuénaga     | 25 de mayo |
| Puerto Italiano       | 4 - 1 | Fénix          | Municipal de Campana      | 25 de mayo |
| Central Ballester     | 0 - 1 | Centro Español | La Quema                  | 25 de mayo |
| Argentino de Merlo    | 1 - 0 | Atlas          | José Manuel Moreno        | 25 de mayo |

| Muñiz          | 0 - 1 | Argentino de Merlo    | La Vuce                   | 8 de junio |
| Atlas          | 3 - 1 | Central Ballester     | Ricardo Puga              | 8 de junio |
| Centro Español | 0 - 1 | Puerto Italiano       | Ciudad de Libertad        | 8 de junio |
| Fénix          | 0 - 1 | Justo José de Urquiza | Monumental de Villa Lynch | 8 de junio |
| Juventud Unida | 1 - 0 | Ferrocarril Urquiza   | Sarmiento y Azcuénaga     | 8 de junio |
| Acassuso       | 2 - 3 | Ferrocarril Midland   | La Quema                  | 8 de junio |
| Luján          | 0 - 1 | Leandro N. Alem       | Municipal de Luján        | 8 de junio |

| Luján                 | 1 - 0 | Muñiz              | Municipal de Luján        | 15 de junio |
| Leandro N. Alem       | 0 - 1 | Acassuso           | Leandro N. Alem           | 15 de junio |
| Ferrocarril Midland   | 1 - 0 | Juventud Unida     | Ciudad de Libertad        | 15 de junio |
| Ferrocarril Urquiza   | 1 - 2 | Fénix              | Monumental de Villa Lynch | 15 de junio |
| Justo José de Urquiza | 0 - 2 | Centro Español     | Sarmiento y Azcuénaga     | 15 de junio |
| Puerto Italiano       | 1 - 1 | Atlas              | Municipal de Campana      | 15 de junio |
| Central Ballester     | 1 - 3 | Argentino de Merlo | La Quema                  | 15 de junio |

| Muñiz              | 0 - 1 | Central Ballester     | La Vuce                   | 22 de junio |
| Argentino de Merlo | 6 - 1 | Puerto Italiano       | José Manuel Moreno        | 22 de junio |
| Atlas              | 2 - 3 | Justo José de Urquiza | Ricardo Puga              | 22 de junio |
| Centro Español     | 3 - 1 | Ferrocarril Urquiza   | Ciudad de Libertad        | 22 de junio |
| Fénix              | 0 - 1 | Ferrocarril Midland   | Monumental de Villa Lynch | 22 de junio |
| Juventud Unida     | 0 - 2 | Leandro N. Alem       | Sarmiento y Azcuénaga     | 22 de junio |
| Acassuso           | 0 - 2 | Luján                 | La Quema                  | 22 de junio |

| Acassuso              | 2 - 2 | Muñiz              | La Quema                  | 29 de junio |
| Luján                 | 3 - 0 | Juventud Unida     | Municipal de Luján        | 29 de junio |
| Leandro N. Alem       | 4 - 1 | Fénix              | Leandro N. Alem           | 29 de junio |
| Ferrocarril Midland   | 2 - 0 | Centro Español     | Ciudad de Libertad        | 29 de junio |
| Ferrocarril Urquiza   | 1 - 1 | Atlas              | Monumental de Villa Lynch | 29 de junio |
| Justo José de Urquiza | 0 - 4 | Argentino de Merlo | Sarmiento y Azcuénaga     | 29 de junio |
| Puerto Italiano       | 5 - 8 | Central Ballester  | Municipal de Campana      | 29 de junio |

| Muñiz              | 1 - 0 | Puerto Italiano       | La Vuce                   | 7 de julio |
| Central Ballester  | 3 - 0 | Justo José de Urquiza | La Quema                  | 7 de julio |
| Argentino de Merlo | 5 - 0 | Ferrocarril Urquiza   | José Manuel Moreno        | 7 de julio |
| Atlas              | 2 - 4 | Ferrocarril Midland   | Ricardo Puga              | 7 de julio |
| Centro Español     | 2 - 3 | Leandro N. Alem       | Ciudad de Libertad        | 7 de julio |
| Fénix              | 1 - 2 | Luján                 | Monumental de Villa Lynch | 7 de julio |
| Juventud Unida     | 1 - 3 | Acassuso              | Sarmiento y Azcuénaga     | 7 de julio |

| Juventud Unida     | 0 - 1 | Muñiz                 | Sarmiento y Azcuénaga     | 13 de julio |
| Fénix              | 0 - 1 | Acassuso              | Monumental de Villa Lynch | 13 de julio |
| Centro Español     | 2 - 3 | Luján                 | Ciudad de Libertad        | 13 de julio |
| Atlas              | 0 - 2 | Leandro N. Alem       | Leandro N. Alem           | 13 de julio |
| Argentino de Merlo | 2 - 0 | Ferrocarril Midland   | José Manuel Moreno        | 13 de julio |
| Central Ballester  | 2 - 2 | Ferrocarril Urquiza   | La Quema                  | 13 de julio |
| Puerto Italiano    | 2 - 1 | Justo José de Urquiza | Municipal de Campana      | 13 de julio |

| Muñiz               | 3 - 1 | Justo José de Urquiza | La Vuce                   | 20 de julio |
| Ferrocarril Urquiza | 5 - 2 | Puerto Italiano       | Monumental de Villa Lynch | 20 de julio |
| Ferrocarril Midland | 0 - 1 | Central Ballester     | Ciudad de Libertad        | 20 de julio |
| Leandro N. Alem     | 1 - 1 | Argentino de Merlo    | Leandro N. Alem           | 20 de julio |
| Luján               | 2 - 0 | Atlas                 | Municipal de Luján        | 20 de julio |
| Acassuso            | 2 - 2 | Centro Español        | La Quema                  | 20 de julio |
| Juventud Unida      | 1 - 0 | Fénix                 | Sarmiento y Azcuénaga     | 20 de julio |

| Fénix                 | 1 - 7 | Muñiz               | Monumental de Villa Lynch | 27 de julio |
| Centro Español        | 0 - 0 | Juventud Unida      | Ciudad de Libertad        | 27 de julio |
| Argentino de Merlo    | 3 - 1 | Luján               | José Manuel Moreno        | 27 de julio |
| Puerto Italiano       | 3 - 2 | Ferrocarril Midland | Municipal de Campana      | 27 de julio |
| Justo José de Urquiza | 0 - 0 | Ferrocarril Urquiza | Sarmiento y Azcuénaga     | 27 de julio |
| Atlas                 | 2 - 3 | Acassuso            | Ricardo Puga              | 31 de julio |
| Central Ballester     | 2 - 3 | Leandro N. Alem     | La Quema                  | 31 de julio |

| Muñiz               | 4 - 2 | Ferrocarril Urquiza   | La Vuce                   | 3 de agosto |
| Ferrocarril Midland | 2 - 2 | Justo José de Urquiza | Ciudad de Libertad        | 3 de agosto |
| Leandro N. Alem     | 2 - 1 | Puerto Italiano       | Leandro N. Alem           | 3 de agosto |
| Luján               | 4 - 3 | Central Ballester     | Municipal de Luján        | 3 de agosto |
| Acassuso            | 1 - 3 | Argentino de Merlo    | La Quema                  | 3 de agosto |
| Juventud Unida      | 4 - 0 | Atlas                 | Sarmiento y Azcuénaga     | 3 de agosto |
| Fénix               | 4 - 5 | Centro Español        | Monumental de Villa Lynch | 3 de agosto |

| Centro Español        | 1 - 2 | Muñiz               | Ciudad de Libertad        | 17 de agosto |
| Atlas                 | 1 - 3 | Fénix               | Ricardo Puga              | 17 de agosto |
| Argentino de Merlo    | 3 - 0 | Juventud Unida      | José Manuel Moreno        | 17 de agosto |
| Central Ballester     | 0 - 1 | Acassuso            | La Quema                  | 17 de agosto |
| Puerto Italiano       | 4 - 1 | Luján               | Municipal de Campana      | 17 de agosto |
| Justo José de Urquiza | 0 - 4 | Leandro N. Alem     | Sarmiento y Azcuénaga     | 17 de agosto |
| Ferrocarril Urquiza   | 0 - 1 | Ferrocarril Midland | Monumental de Villa Lynch | 17 de agosto |

| Muñiz           | 3 - 1 | Ferrocarril Midland   | La Vuce                   | 24 de agosto |
| Leandro N. Alem | 4 - 1 | Ferrocarril Urquiza   | Leandro N. Alem           | 24 de agosto |
| Luján           | 3 - 0 | Justo José de Urquiza | Municipal de Luján        | 24 de agosto |
| Acassuso        | 4 - 0 | Puerto Italiano       | La Quema                  | 24 de agosto |
| Juventud Unida  | 1 - 0 | Central Ballester     | Sarmiento y Azcuénaga     | 24 de agosto |
| Fénix           | 1 - 2 | Argentino de Merlo    | Monumental de Villa Lynch | 24 de agosto |
| Centro Español  | 1 - 1 | Atlas                 | Ciudad de Libertad        | 24 de agosto |

| Atlas                 | 2 - 2 | Muñiz           | Ricardo Puga              | 31 de agosto |
| Argentino de Merlo    | 0 - 0 | Centro Español  | José Manuel Moreno        | 31 de agosto |
| Central Ballester     | 3 - 1 | Fénix           | La Quema                  | 31 de agosto |
| Puerto Italiano       | 2 - 2 | Juventud Unida  | Municipal de Campana      | 31 de agosto |
| Justo José de Urquiza | 1 - 4 | Acassuso        | Sarmiento y Azcuénaga     | 31 de agosto |
| Ferrocarril Urquiza   | 2 - 4 | Luján           | Monumental de Villa Lynch | 31 de agosto |
| Ferrocarril Midland   | 0 - 1 | Leandro N. Alem | Ciudad de Libertad        | 31 de agosto |

| Muñiz          | 0 - 2 | Leandro N. Alem       | La Vuce                   | 7 de septiembre |
| Luján          | 1 - 1 | Ferrocarril Midland   | Municipal de Luján        | 7 de septiembre |
| Acassuso       | 3 - 1 | Ferrocarril Urquiza   | La Quema                  | 7 de septiembre |
| Juventud Unida | 0 - 1 | Justo José de Urquiza | Sarmiento y Azcuénaga     | 7 de septiembre |
| Fénix          | 2 - 3 | Puerto Italiano       | Monumental de Villa Lynch | 7 de septiembre |
| Centro Español | 5 - 0 | Central Ballester     | Ciudad de Libertad        | 7 de septiembre |
| Atlas          | 2 - 6 | Argentino de Merlo    | Ricardo Puga              | 7 de septiembre |

| Argentino de Merlo    | 2 - 0 | Muñiz          | José Manuel Moreno        | 14 de septiembre |
| Central Ballester     | 0 - 3 | Atlas          | La Quema                  | 14 de septiembre |
| Puerto Italiano       | 0 - 2 | Centro Español | Municipal de Campana      | 14 de septiembre |
| Justo José de Urquiza | 3 - 2 | Fénix          | Sarmiento y Azcuénaga     | 14 de septiembre |
| Ferrocarril Urquiza   | 2 - 1 | Juventud Unida | Monumental de Villa Lynch | 14 de septiembre |
| Ferrocarril Midland   | 2 - 1 | Acassuso       | Ciudad de Libertad        | 14 de septiembre |
| Leandro N. Alem       | 1 - 1 | Luján          | Leandro N. Alem           | 14 de septiembre |

| Muñiz              | 0 - 2 | Luján                 | La Vuce                   | 21 de septiembre |
| Acassuso           | 0 - 3 | Leandro N. Alem       | La Quema                  | 21 de septiembre |
| Juventud Unida     | 1 - 1 | Ferrocarril Midland   | Sarmiento y Azcuénaga     | 21 de septiembre |
| Fénix              | 1 - 1 | Ferrocarril Urquiza   | Monumental de Villa Lynch | 21 de septiembre |
| Centro Español     | 0 - 1 | Justo José de Urquiza | Ciudad de Libertad        | 21 de septiembre |
| Atlas              | 4 - 1 | Puerto Italiano       | Ricardo Puga              | 21 de septiembre |
| Argentino de Merlo | 6 - 1 | Central Ballester     | José Manuel Moreno        | 21 de septiembre |

| Central Ballester     | 1 - 1 | Muñiz              | La Quema                  | 28 de septiembre |
| Puerto Italiano       | 0 - 3 | Argentino de Merlo | Municipal de Campana      | 28 de septiembre |
| Justo José de Urquiza | 3 - 1 | Atlas              | Sarmiento y Azcuénaga     | 28 de septiembre |
| Ferrocarril Urquiza   | 0 - 2 | Centro Español     | Monumental de Villa Lynch | 28 de septiembre |
| Ferrocarril Midland   | 1 - 1 | Fénix              | Ciudad de Libertad        | 28 de septiembre |
| Leandro N. Alem       | 3 - 0 | Juventud Unida     | Leandro N. Alem           | 28 de septiembre |
| Luján                 | 2 - 1 | Acassuso           | Municipal de Luján        | 28 de septiembre |

| Muñiz              | 0 - 1 | Acassuso              | La Vuce                   | 5 de octubre |
| Juventud Unida     | 0 - 2 | Luján                 | Sarmiento y Azcuénaga     | 5 de octubre |
| Fénix              | 0 - 6 | Leandro N. Alem       | Monumental de Villa Lynch | 5 de octubre |
| Centro Español     | 1 - 2 | Ferrocarril Midland   | Ciudad de Libertad        | 5 de octubre |
| Atlas              | 2 - 1 | Ferrocarril Urquiza   | Ricardo Puga              | 5 de octubre |
| Argentino de Merlo | 3 - 1 | Justo José de Urquiza | José Manuel Moreno        | 5 de octubre |
| Central Ballester  | 1 - 0 | Puerto Italiano       | La Quema                  | 5 de octubre |

| Justo José de Urquiza | 3 - 6 | Central Ballester  | Sarmiento y Azcuénaga     | 12 de octubre |
| Ferrocarril Urquiza   | 1 - 4 | Argentino de Merlo | Monumental de Villa Lynch | 12 de octubre |
| Ferrocarril Midland   | 5 - 5 | Atlas              | Ciudad de Libertad        | 12 de octubre |
| Leandro N. Alem       | 1 - 2 | Centro Español     | Leandro N. Alem           | 12 de octubre |
| Luján                 | 7 - 0 | Fénix              | Municipal de Luján        | 12 de octubre |
| Acassuso              | 3 - 0 | Juventud Unida     | La Quema                  | 12 de octubre |
| Puerto Italiano       | 0 - 6 | Muñiz              | Municipal de Campana      | 16 de octubre |

### Zona B
| Pos. | Equipo              | Pts. | PJ | PG | PE | PP | GF | GC | Dif. |
| ---- | ------------------- | ---- | -- | -- | -- | -- | -- | -- | ---- |
| 1.º  | Deportivo Laferrere | 39   | 26 | 17 | 5  | 4  | 53 | 22 | 31   |
| 2.º  | Liniers             | 34   | 26 | 13 | 8  | 5  | 55 | 35 | 20   |
| 3.º  | Claypole            | 33   | 26 | 14 | 5  | 7  | 54 | 33 | 21   |
| 4.º  | Villa San Carlos    | 31   | 26 | 13 | 5  | 8  | 36 | 24 | 12   |
| 5.º  | Brown de Adrogué    | 31   | 26 | 11 | 9  | 6  | 53 | 43 | 10   |
| 6.º  | Victoriano Arenas   | 31   | 26 | 12 | 7  | 7  | 44 | 39 | 5    |
| 7.º  | Cañuelas            | 29   | 26 | 12 | 5  | 9  | 51 | 48 | 3    |
| 8.º  | Deportivo Riestra   | 23   | 26 | 9  | 5  | 12 | 36 | 41 | −5   |
| 9.º  | General Belgrano    | 23   | 26 | 9  | 5  | 12 | 34 | 40 | −6   |
| 10.º | Deportivo Paraguayo | 22   | 26 | 6  | 10 | 10 | 35 | 39 | −4   |
| 11.º | Yupanqui            | 22   | 26 | 8  | 6  | 12 | 34 | 49 | −15  |
| 12.º | General Lamadrid    | 21   | 26 | 5  | 11 | 10 | 41 | 51 | −10  |
| 13.º | Sportivo Barracas   | 14   | 26 | 3  | 8  | 15 | 24 | 53 | −29  |
| 14.º | Sacachispas         | 11   | 26 | 2  | 7  | 17 | 27 | 60 | −33  |

|  | Clasificó a la final por el campeonato                  |
|  | Clasificó al Torneo Reducido                            |
|  | Clasificó a un playoff para ingresar al Torneo Reducido |

### Resultados
| Cañuelas            | 0 - 3 | Brown de Adrogué    | El Cajón               | 30 de marzo |
| Sacachispas         | 0 - 1 | Deportivo Laferrere | Lacarra y Barros Pazos | 30 de marzo |
| Sportivo Barracas   | 4 - 2 | Yupanqui            | Saturnino Moure        | 30 de marzo |
| Liniers             | 2 - 2 | General Lamadrid    | 2 de Abril de 1982     | 30 de marzo |
| General Belgrano    | 0 - 0 | Victoriano Arenas   | General Belgrano       | 30 de marzo |
| Deportivo Paraguayo | 0 - 0 | Deportivo Riestra   | Rodney y Magnasco      | 30 de marzo |
| Claypole            | 1 - 0 | Villa San Carlos    | César Luis Menotti     | 30 de marzo |

| Claypole            | 2 - 0 | Cañuelas            | César Luis Menotti     | 6 de abril |
| Villa San Carlos    | 0 - 0 | Deportivo Paraguayo | Genacio Sálice         | 6 de abril |
| Deportivo Riestra   | 5 - 0 | General Belgrano    | Lacarra y Barros Pazos | 6 de abril |
| Victoriano Arenas   | 1 - 1 | Liniers             | Saturnino Moure        | 6 de abril |
| General Lamadrid    | 3 - 1 | Sportivo Barracas   | 2 de Abril de 1982     | 6 de abril |
| Yupanqui            | 3 - 2 | Sacachispas         | General Belgrano       | 6 de abril |
| Deportivo Laferrere | 5 - 0 | Brown de Adrogué    | Rodney y Magnasco      | 6 de abril |

| Cañuelas            | 1 - 2 | Deportivo Laferrere | El Cajón               | 20 de abril |
| Brown de Adrogué    | 1 - 1 | Yupanqui            | Brown de Adrogué       | 20 de abril |
| Sacachispas         | 4 - 1 | General Lamadrid    | Lacarra y Barros Pazos | 20 de abril |
| Sportivo Barracas   | 2 - 2 | Victoriano Arenas   | Saturnino Moure        | 20 de abril |
| Liniers             | 3 - 1 | Deportivo Riestra   | 2 de Abril de 1982     | 20 de abril |
| General Belgrano    | 3 - 0 | Villa San Carlos    | General Belgrano       | 20 de abril |
| Deportivo Paraguayo | 2 - 2 | Claypole            | Rodney y Magnasco      | 20 de abril |

| Deportivo Paraguayo | 3 - 0 | Cañuelas            | Rodney y Magnasco      | 27 de abril |
| Claypole            | 1 - 1 | General Belgrano    | César Luis Menotti     | 27 de abril |
| Villa San Carlos    | 0 - 0 | Liniers             | Genacio Sálice         | 27 de abril |
| Deportivo Riestra   | 2 - 2 | Sportivo Barracas   | Lacarra y Barros Pazos | 27 de abril |
| Victoriano Arenas   | 1 - 0 | Sacachispas         | Saturnino Moure        | 27 de abril |
| General Lamadrid    | 1 - 1 | Brown de Adrogué    | 2 de Abril de 1982     | 27 de abril |
| Yupanqui            | 1 - 1 | Deportivo Laferrere | General Belgrano       | 27 de abril |

| Cañuelas            | 3 - 1 | Yupanqui            | El Cajón               | 4 de mayo |
| Deportivo Laferrere | 1 - 1 | General Lamadrid    | Rodney y Magnasco      | 4 de mayo |
| Brown de Adrogué    | 0 - 2 | Victoriano Arenas   | Brown de Adrogué       | 4 de mayo |
| Sacachispas         | 1 - 3 | Deportivo Riestra   | Lacarra y Barros Pazos | 4 de mayo |
| Sportivo Barracas   | 0 - 2 | Villa San Carlos    | Saturnino Moure        | 4 de mayo |
| Liniers             | 1 - 2 | Claypole            | 2 de Abril de 1982     | 4 de mayo |
| General Belgrano    | 0 - 1 | Deportivo Paraguayo | General Belgrano       | 4 de mayo |

| General Belgrano    | 2 - 2 | Cañuelas            | General Belgrano       | 11 de mayo |
| Deportivo Paraguayo | 2 - 0 | Liniers             | Rodney y Magnasco      | 11 de mayo |
| Claypole            | 2 - 0 | Sportivo Barracas   | César Luis Menotti     | 11 de mayo |
| Villa San Carlos    | 2 - 0 | Sacachispas         | Genacio Sálice         | 11 de mayo |
| Deportivo Riestra   | 2 - 2 | Brown de Adrogué    | Lacarra y Barros Pazos | 11 de mayo |
| Victoriano Arenas   | 2 - 1 | Deportivo Laferrere | Saturnino Moure        | 11 de mayo |
| General Lamadrid    | 4 - 2 | Yupanqui            | 2 de Abril de 1982     | 11 de mayo |

| Cañuelas            | 1 - 0 | General Lamadrid    | El Cajón               | 18 de mayo |
| Yupanqui            | 1 - 3 | Victoriano Arenas   | General Belgrano       | 18 de mayo |
| Deportivo Laferrere | 5 - 1 | Deportivo Riestra   | Rodney y Magnasco      | 18 de mayo |
| Brown de Adrogué    | 1 - 1 | Villa San Carlos    | Brown de Adrogué       | 18 de mayo |
| Sacachispas         | 2 - 3 | Claypole            | Lacarra y Barros Pazos | 18 de mayo |
| Sportivo Barracas   | 2 - 4 | Deportivo Paraguayo | Saturnino Moure        | 18 de mayo |
| Liniers             | 0 - 3 | General Belgrano    | 2 de Abril de 1982     | 18 de mayo |

| Liniers             | 6 - 1 | Cañuelas            | 2 de Abril de 1982     | 25 de mayo |
| General Belgrano    | 3 - 0 | Sportivo Barracas   | General Belgrano       | 25 de mayo |
| Deportivo Paraguayo | 1 - 1 | Sacachispas         | Rodney y Magnasco      | 25 de mayo |
| Claypole            | 2 - 2 | Brown de Adrogué    | César Luis Menotti     | 25 de mayo |
| Villa San Carlos    | 1 - 3 | Deportivo Laferrere | Genacio Sálice         | 25 de mayo |
| Deportivo Riestra   | 2 - 1 | Yupanqui            | Lacarra y Barros Pazos | 25 de mayo |
| Victoriano Arenas   | 2 - 2 | General Lamadrid    | Saturnino Moure        | 25 de mayo |

| Cañuelas            | 1 - 1 | Victoriano Arenas   | El Cajón               | 8 de junio |
| General Lamadrid    | 0 - 1 | Deportivo Riestra   | 2 de Abril de 1982     | 8 de junio |
| Yupanqui            | 2 - 4 | Villa San Carlos    | General Belgrano       | 8 de junio |
| Deportivo Laferrere | 4 - 1 | Claypole            | Rodney y Magnasco      | 8 de junio |
| Brown de Adrogué    | 1 - 1 | Deportivo Paraguayo | Brown de Adrogué       | 8 de junio |
| Sacachispas         | 1 - 2 | General Belgrano    | Lacarra y Barros Pazos | 8 de junio |
| Sportivo Barracas   | 2 - 2 | Liniers             | Saturnino Moure        | 8 de junio |

| Sportivo Barracas   | 0 - 1 | Cañuelas            | Saturnino Moure        | 15 de junio |
| Liniers             | 2 - 2 | Sacachispas         | Lacarra y Barros Pazos | 15 de junio |
| General Belgrano    | 4 - 2 | Brown de Adrogué    | General Belgrano       | 15 de junio |
| Deportivo Paraguayo | 3 - 4 | Deportivo Laferrere | Rodney y Magnasco      | 15 de junio |
| Claypole            | 6 - 1 | Yupanqui            | César Luis Menotti     | 15 de junio |
| Villa San Carlos    | 3 - 0 | General Lamadrid    | Genacio Sálice         | 15 de junio |
| Deportivo Riestra   | 1 - 0 | Victoriano Arenas   | Lacarra y Barros Pazos | 15 de junio |

| Cañuelas            | 1 - 3 | Deportivo Riestra   | El Cajón               | 22 de junio |
| Victoriano Arenas   | 2 - 1 | Villa San Carlos    | Saturnino Moure        | 22 de junio |
| General Lamadrid    | 2 - 4 | Claypole            | 2 de Abril de 1982     | 22 de junio |
| Yupanqui            | 0 - 0 | Deportivo Paraguayo | General Belgrano       | 22 de junio |
| Deportivo Laferrere | 2 - 1 | General Belgrano    | Rodney y Magnasco      | 22 de junio |
| Brown de Adrogué    | 3 - 1 | Liniers             | Brown de Adrogué       | 22 de junio |
| Sacachispas         | 0 - 1 | Sportivo Barracas   | Lacarra y Barros Pazos | 22 de junio |

| Sacachispas         | 2 - 2 | Cañuelas            | Lacarra y Barros Pazos | 29 de junio |
| Sportivo Barracas   | 1 - 2 | Brown de Adrogué    | Saturnino Moure        | 29 de junio |
| Liniers             | 2 - 0 | Deportivo Laferrere | 2 de Abril de 1982     | 29 de junio |
| General Belgrano    | 1 - 2 | Yupanqui            | General Belgrano       | 29 de junio |
| Deportivo Paraguayo | 4 - 2 | General Lamadrid    | Rodney y Magnasco      | 29 de junio |
| Claypole            | 3 - 4 | Victoriano Arenas   | César Luis Menotti     | 29 de junio |
| Villa San Carlos    | 4 - 1 | Deportivo Riestra   | Genacio Sálice         | 29 de junio |

| Cañuelas            | 2 - 0 | Villa San Carlos    | El Cajón               | 7 de julio |
| Deportivo Riestra   | 2 - 0 | Claypole            | Lacarra y Barros Pazos | 7 de julio |
| Victoriano Arenas   | 2 - 0 | Deportivo Paraguayo | Saturnino Moure        | 7 de julio |
| General Lamadrid    | 2 - 1 | General Belgrano    | 2 de Abril de 1982     | 7 de julio |
| Yupanqui            | 2 - 3 | Liniers             | General Belgrano       | 7 de julio |
| Deportivo Laferrere | 2 - 0 | Sportivo Barracas   | Rodney y Magnasco      | 7 de julio |
| Brown de Adrogué    | 2 - 2 | Sacachispas         | Brown de Adrogué       | 7 de julio |

| Brown de Adrogué    | 3 - 0 | Cañuelas            | Brown de Adrogué       | 13 de julio |
| Deportivo Laferrere | 2 - 0 | Sacachispas         | Rodney y Magnasco      | 13 de julio |
| Yupanqui            | 3 - 0 | Sportivo Barracas   | General Belgrano       | 13 de julio |
| General Lamadrid    | 0 - 2 | Liniers             | 2 de Abril de 1982     | 13 de julio |
| Victoriano Arenas   | 0 - 1 | General Belgrano    | Saturnino Moure        | 13 de julio |
| Deportivo Riestra   | 1 - 1 | Deportivo Paraguayo | Lacarra y Barros Pazos | 13 de julio |
| Villa San Carlos    | 0 - 1 | Claypole            | Genacio Sálice         | 13 de julio |

| Cañuelas            | 3 - 2 | Claypole            | El Cajón               | 20 de julio |
| Deportivo Paraguayo | 1 - 2 | Villa San Carlos    | Rodney y Magnasco      | 20 de julio |
| General Belgrano    | 2 - 0 | Deportivo Riestra   | General Belgrano       | 20 de julio |
| Liniers             | 4 - 0 | Victoriano Arenas   | 2 de Abril de 1982     | 20 de julio |
| Sportivo Barracas   | 1 - 1 | General Lamadrid    | Saturnino Moure        | 20 de julio |
| Sacachispas         | 1 - 1 | Yupanqui            | Lacarra y Barros Pazos | 20 de julio |
| Brown de Adrogué    | 1 - 1 | Deportivo Laferrere | Brown de Adrogué       | 20 de julio |

| Deportivo Laferrere | 4 - 0 | Cañuelas            | Rodney y Magnasco      | 27 de julio |
| Yupanqui            | 2 - 1 | Brown de Adrogué    | General Belgrano       | 27 de julio |
| General Lamadrid    | 3 - 2 | Sacachispas         | Lacarra y Barros Pazos | 27 de julio |
| Victoriano Arenas   | 3 - 5 | Sportivo Barracas   | Saturnino Moure        | 27 de julio |
| Deportivo Riestra   | 1 - 2 | Liniers             | Lacarra y Barros Pazos | 27 de julio |
| Villa San Carlos    | 2 - 1 | General Belgrano    | Genacio Sálice         | 27 de julio |
| Claypole            | 2 - 0 | Deportivo Paraguayo | César Luis Menotti     | 27 de julio |

| Cañuelas            | 3 - 2 | Deportivo Paraguayo | El Cajón               | 3 de agosto |
| General Belgrano    | 1 - 3 | Claypole            | General Belgrano       | 3 de agosto |
| Liniers             | 2 - 1 | Villa San Carlos    | 2 de Abril de 1982     | 3 de agosto |
| Sportivo Barracas   | 1 - 2 | Deportivo Riestra   | Saturnino Moure        | 3 de agosto |
| Sacachispas         | 2 - 3 | Victoriano Arenas   | Lacarra y Barros Pazos | 3 de agosto |
| Brown de Adrogué    | 2 - 5 | General Lamadrid    | Brown de Adrogué       | 3 de agosto |
| Deportivo Laferrere | 5 - 0 | Yupanqui            | Rodney y Magnasco      | 3 de agosto |

| Yupanqui            | 1 - 2 | Cañuelas            | General Belgrano       | 17 de agosto |
| General Lamadrid    | 0 - 2 | Deportivo Laferrere | 2 de Abril de 1982     | 17 de agosto |
| Victoriano Arenas   | 1 - 2 | Brown de Adrogué    | Saturnino Moure        | 17 de agosto |
| Deportivo Riestra   | 0 - 0 | Sacachispas         | Lacarra y Barros Pazos | 17 de agosto |
| Villa San Carlos    | 0 - 0 | Sportivo Barracas   | Genacio Sálice         | 17 de agosto |
| Claypole            | 2 - 2 | Liniers             | César Luis Menotti     | 17 de agosto |
| Deportivo Paraguayo | 2 - 2 | General Belgrano    | Rodney y Magnasco      | 17 de agosto |

| Cañuelas            | 4 - 0 | General Belgrano    | El Cajón               | 24 de agosto |
| Liniers             | 1 - 0 | Deportivo Paraguayo | 2 de Abril de 1982     | 24 de agosto |
| Sportivo Barracas   | 0 - 3 | Claypole            | Saturnino Moure        | 24 de agosto |
| Sacachispas         | 0 - 1 | Villa San Carlos    | Lacarra y Barros Pazos | 24 de agosto |
| Brown de Adrogué    | 3 - 2 | Deportivo Riestra   | Brown de Adrogué       | 24 de agosto |
| Deportivo Laferrere | 1 - 0 | Victoriano Arenas   | Rodney y Magnasco      | 24 de agosto |
| Yupanqui            | 1 - 1 | General Lamadrid    | General Belgrano       | 24 de agosto |

| General Lamadrid    | 3 - 3 | Cañuelas            | 2 de Abril de 1982     | 31 de agosto |
| Victoriano Arenas   | 1 - 0 | Yupanqui            | Saturnino Moure        | 31 de agosto |
| Deportivo Riestra   | 0 - 1 | Deportivo Laferrere | Lacarra y Barros Pazos | 31 de agosto |
| Villa San Carlos    | 5 - 0 | Brown de Adrogué    | Genacio Sálice         | 31 de agosto |
| Claypole            | 5 - 0 | Sacachispas         | César Luis Menotti     | 31 de agosto |
| Deportivo Paraguayo | 1 - 0 | Sportivo Barracas   | Rodney y Magnasco      | 31 de agosto |
| General Belgrano    | 1 - 3 | Liniers             | General Belgrano       | 31 de agosto |

| Cañuelas            | 5 - 2 | Liniers             | El Cajón               | 7 de septiembre |
| Sportivo Barracas   | 0 - 0 | General Belgrano    | Saturnino Moure        | 7 de septiembre |
| Sacachispas         | 2 - 1 | Deportivo Paraguayo | Lacarra y Barros Pazos | 7 de septiembre |
| Brown de Adrogué    | 2 - 1 | Claypole            | Brown de Adrogué       | 7 de septiembre |
| Deportivo Laferrere | 2 - 1 | Villa San Carlos    | Rodney y Magnasco      | 7 de septiembre |
| Yupanqui            | 1 - 0 | Deportivo Riestra   | General Belgrano       | 7 de septiembre |
| General Lamadrid    | 3 - 3 | Victoriano Arenas   | 2 de Abril de 1982     | 7 de septiembre |

| Victoriano Arenas   | 2 - 2 | Cañuelas            | Saturnino Moure        | 14 de septiembre |
| Deportivo Riestra   | 3 - 1 | General Lamadrid    | Lacarra y Barros Pazos | 14 de septiembre |
| Villa San Carlos    | 1 - 0 | Yupanqui            | Genacio Sálice         | 14 de septiembre |
| Claypole            | 1 - 0 | Deportivo Laferrere | César Luis Menotti     | 14 de septiembre |
| Deportivo Paraguayo | 0 - 3 | Brown de Adrogué    | Rodney y Magnasco      | 14 de septiembre |
| General Belgrano    | 2 - 1 | Sacachispas         | General Belgrano       | 14 de septiembre |
| Liniers             | 3 - 0 | Sportivo Barracas   | 2 de Abril de 1982     | 14 de septiembre |

| Cañuelas            | 6 - 0 | Sportivo Barracas   | El Cajón               | 21 de septiembre |
| Sacachispas         | 0 - 5 | Liniers             | Lacarra y Barros Pazos | 21 de septiembre |
| Brown de Adrogué    | 3 - 0 | General Belgrano    | Brown de Adrogué       | 21 de septiembre |
| Deportivo Laferrere | 1 - 1 | Deportivo Paraguayo | Rodney y Magnasco      | 21 de septiembre |
| Yupanqui            | 1 - 0 | Claypole            | General Belgrano       | 21 de septiembre |
| General Lamadrid    | 1 - 1 | Villa San Carlos    | 2 de Abril de 1982     | 21 de septiembre |
| Victoriano Arenas   | 3 - 2 | Deportivo Riestra   | Saturnino Moure        | 21 de septiembre |

| Deportivo Riestra   | 1 - 3 | Cañuelas            | Lacarra y Barros Pazos | 28 de septiembre |
| Villa San Carlos    | 1 - 0 | Victoriano Arenas   | Genacio Sálice         | 28 de septiembre |
| Claypole            | 0 - 0 | General Lamadrid    | César Luis Menotti     | 28 de septiembre |
| Deportivo Paraguayo | 2 - 3 | Yupanqui            | Rodney y Magnasco      | 28 de septiembre |
| General Belgrano    | 1 - 2 | Deportivo Laferrere | General Belgrano       | 28 de septiembre |
| Liniers             | 2 - 2 | Brown de Adrogué    | 2 de Abril de 1982     | 28 de septiembre |
| Sportivo Barracas   | 1 - 1 | Sacachispas         | Saturnino Moure        | 28 de septiembre |

| Cañuelas            | 4 - 1 | Sacachispas         | El Cajón               | 5 de octubre |
| Brown de Adrogué    | 3 - 1 | Sportivo Barracas   | Brown de Adrogué       | 5 de octubre |
| Deportivo Laferrere | 1 - 3 | Liniers             | Rodney y Magnasco      | 5 de octubre |
| Yupanqui            | 1 - 0 | General Belgrano    | General Belgrano       | 5 de octubre |
| General Lamadrid    | 2 - 2 | Deportivo Paraguayo | 2 de Abril de 1982     | 5 de octubre |
| Victoriano Arenas   | 3 - 2 | Claypole            | Saturnino Moure        | 5 de octubre |
| Deportivo Riestra   | 0 - 1 | Villa San Carlos    | Lacarra y Barros Pazos | 5 de octubre |

| Villa San Carlos    | 2 - 1 | Cañuelas            | Genacio Sálice         | 12 de octubre |
| Claypole            | 3 - 0 | Deportivo Riestra   | César Luis Menotti     | 12 de octubre |
| Deportivo Paraguayo | 1 - 3 | Victoriano Arenas   | Rodney y Magnasco      | 12 de octubre |
| General Belgrano    | 2 - 1 | General Lamadrid    | General Belgrano       | 12 de octubre |
| Liniers             | 1 - 1 | Yupanqui            | General Lamadrid       | 12 de octubre |
| Sacachispas         | 0 - 8 | Brown de Adrogué    | Lacarra y Barros Pazos | 12 de octubre |
| Sportivo Barracas   | 0 - 0 | Deportivo Laferrere | Rodney y Magnasco      | 16 de octubre |

## Final por el Campeonato
Fue disputada por los dos equipos que finalizaron en el primer lugar de la tabla de posiciones de cada zona. El ganador se consagró campeón mientras que el perdedor clasificó al Torneo Reducido.
| Deportivo Laferrere | 2 - 1 | Argentino de Merlo | Rodney y Magnasco | 19 de octubre |

| Argentino de Merlo                                                                   | 2 - 0 | Deportivo Laferrere | Argentino de Merlo | 26 de octubre |
| Argentino de Merlo ganó la serie 3-2, se consagró campeón y obtuvo el primer ascenso |       |                     |                    |               |

## Desempate para el Reducido
Lo disputaron los dos equipos que finalizaron en la quinta posición de la tabla de posiciones de cada zona. El ganador ingresó al Torneo Reducido
| Centro Español | 1 - 0 | Brown de Adrogué | Francisco Urbano | 22 de octubre |

| Brown de Adrogué                                                | 0 - 1 | Centro Español | Brown de Adrogué | 26 de octubre |
| Centro Español ganó la serie 2-0 y clasificó al Torneo Reducido |       |                |                  |               |

## Torneo Reducido

### Cuadro de desarrollo
|  | Cuartos de final    | Cuartos de final    | Cuartos de final    | Cuartos de final    |   |          | Semifinales | Semifinales | Semifinales | Semifinales |  |                 | Final           | Final | Final | Final |  |
|  |                     |                     |                     |                     |   |          |             |             |             |             |  |                 |                 |       |       |       |  |
|  |                     |                     |                     |                     |   |          |             |             |             |             |  |                 |                 |       |       |       |  |
|  | Liniers             | Liniers             | 0                   | 0                   |   |          |             |             |             |             |  |                 |                 |       |       |       |  |
|  | Liniers             | Liniers             | 0                   | 0                   |   |          |             |             |             |             |  |                 |                 |       |       |       |  |
|  | Acassuso            | Acassuso            | 0                   | 3                   |   |          |             |             |             |             |  |                 |                 |       |       |       |  |
|  | Acassuso            | Acassuso            | 0                   | 3                   |   | Acassuso | Acassuso    | 0           | 0           |             |  |                 |                 |       |       |       |  |
|  |                     |                     |                     |                     |   | Acassuso | Acassuso    | 0           | 0           |             |  |                 |                 |       |       |       |  |
|  |                     |                     | Leandro N. Alem     | Leandro N. Alem     | 1 | 1        |             |             |             |             |  |                 |                 |       |       |       |  |
|  | Leandro N. Alem     | Leandro N. Alem     | Leandro N. Alem     | Leandro N. Alem     | 1 | 1        | 1           | 3           |             |             |  |                 |                 |       |       |       |  |
|  | Leandro N. Alem     | Leandro N. Alem     |                     |                     |   |          |             |             |             |             |  |                 |                 |       |       |       |  |
|  | Villa San Carlos    | Villa San Carlos    | 0                   | 0                   |   |          |             |             |             |             |  |                 |                 |       |       |       |  |
|  | Villa San Carlos    | Villa San Carlos    | 0                   | 0                   |   |          |             |             |             |             |  | Leandro N. Alem | Leandro N. Alem | 0     | 1     |       |  |
|  |                     |                     |                     |                     |   |          |             |             |             |             |  | Leandro N. Alem | Leandro N. Alem | 0     | 1     |       |  |
|  |                     |                     | Deportivo Laferrere | Deportivo Laferrere | 0 | 0        |             |             |             |             |  |                 |                 |       |       |       |  |
|  | Claypole            | Claypole            | Deportivo Laferrere | Deportivo Laferrere | 0 | 0        | 1           | 1           |             |             |  |                 |                 |       |       |       |  |
|  | Claypole            | Claypole            |                     |                     |   |          |             |             |             |             |  |                 |                 |       |       |       |  |
|  | Luján               | Luján               | 1                   | 2                   |   |          |             |             |             |             |  |                 |                 |       |       |       |  |
|  | Luján               | Luján               | 1                   | 2                   |   | Luján    | Luján       | 1           | 1           |             |  |                 |                 |       |       |       |  |
|  |                     |                     |                     |                     |   | Luján    | Luján       | 1           | 1           |             |  |                 |                 |       |       |       |  |
|  |                     |                     | Deportivo Laferrere | Deportivo Laferrere | 1 | 2        |             |             |             |             |  |                 |                 |       |       |       |  |
|  | Centro Español      | Centro Español      | Deportivo Laferrere | Deportivo Laferrere | 1 | 2        | 1           | 1           |             |             |  |                 |                 |       |       |       |  |
|  | Centro Español      | Centro Español      |                     |                     |   |          |             |             |             |             |  |                 |                 |       |       |       |  |
|  | Deportivo Laferrere | Deportivo Laferrere | 1                   | 2                   |   |          |             |             |             |             |  |                 |                 |       |       |       |  |
|  | Deportivo Laferrere | Deportivo Laferrere | 1                   | 2                   |   |          |             |             |             |             |  |                 |                 |       |       |       |  |
|  |                     |                     |                     |                     |   |          |             |             |             |             |  |                 |                 |       |       |       |  |

Leandro N. Alem ganó el torneo reducido y obtuvo el segundo ascenso